# Рамаре, Оливье
Оливье Рамаре — французский математик, специализирующийся на теории чисел и алгебре. В 1995 году доказал, что любое чётное число — сумма не более чем 6 простых чисел и, тем самым, внёс вклад в исследование бинарной проблемы Гольдбаха.

## Биография
Докторскую степень получил в 1991 году в Университете Бордо. Работает во французском научном центре CNRS, также преподаёт в университете Экса-Марселя.
Ранее преподавал в университете в Лилле. В 1996 году совместно с Эндрю Грэнвиллом опубликовал работу, посвящённую демонстрации одной из гипотез Пала Эрдёша.
В одном из интервью Рамаре заявил, что никто не знает, когда будет найдено решение проблемы Гольдбаха и не исключил, что это может произойти даже через тысячу лет.